# Bochnia
Bochnia  (udtale: |ˈbɔxɲa|]  ( hør) er en by ved floden Raba i det sydlige Polen. Den ligger i voivodskabet Lillepolen (Województwo małopolskie) og har 28.692(2023) indbyggere, og et areal på 			29,87 km². Den er administrationsby i powiat Bochnia.
Byen ligger cirka halvvejs (38 km ) mellem Tarnów (mod øst) og den regionale hovedstad Kraków (mod vest). Bochnia er mest kendt for Bochnia Saltmine, den ældste fungerende i Europa, etableret i det 13. århundrede, der er et verdensarvssted og på listen over historiske monumenter i Polen.

## Galleri
- Monument for Kasimir 3. af Polen
- Bochnia saltmine
- Byhus
- Jernbanestation
- Skole i Bochnia
- Distriktsretten i Bochnia
- Rondo indkøbscenter